# Лауске (Пушвиц)

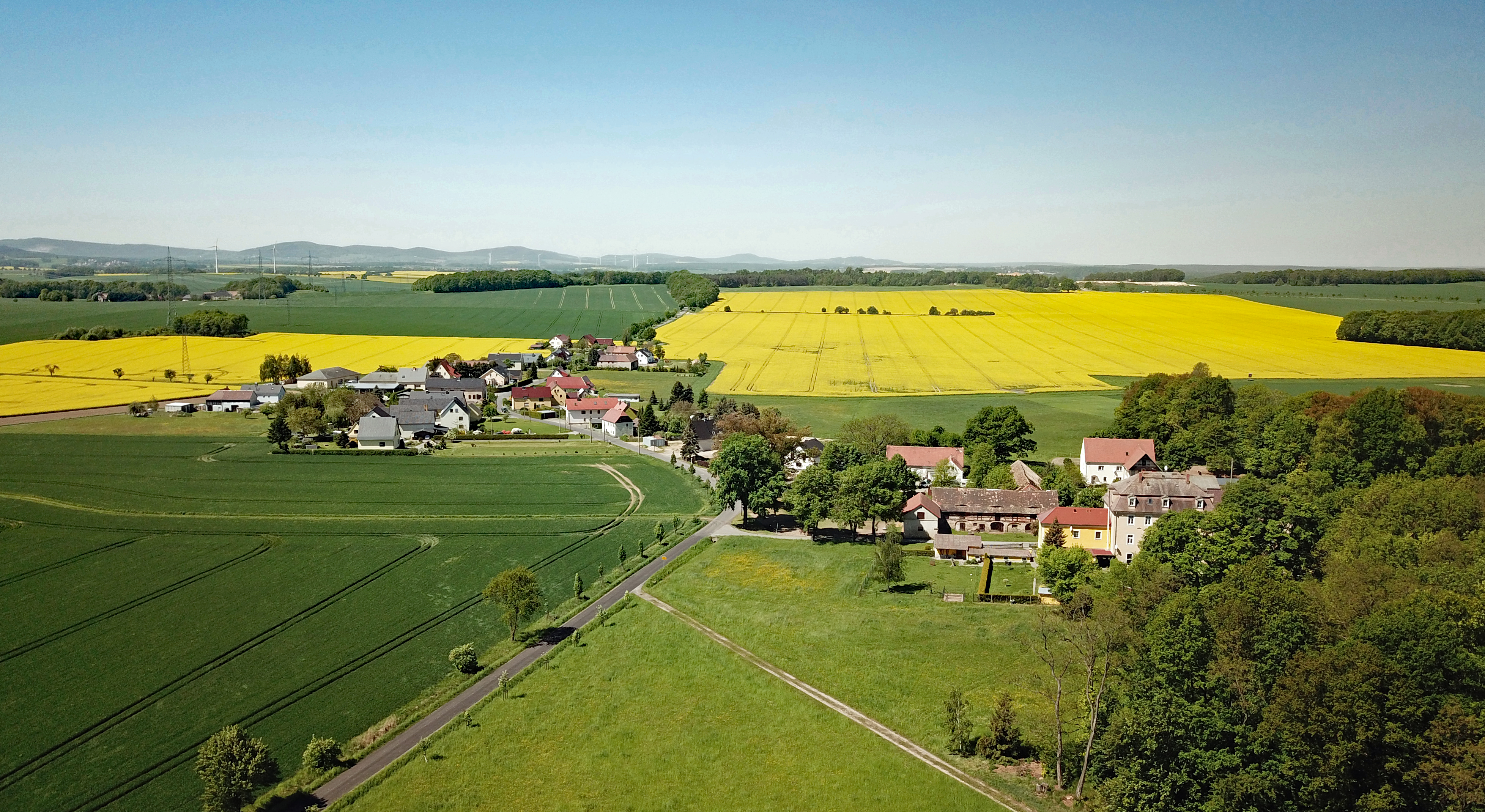

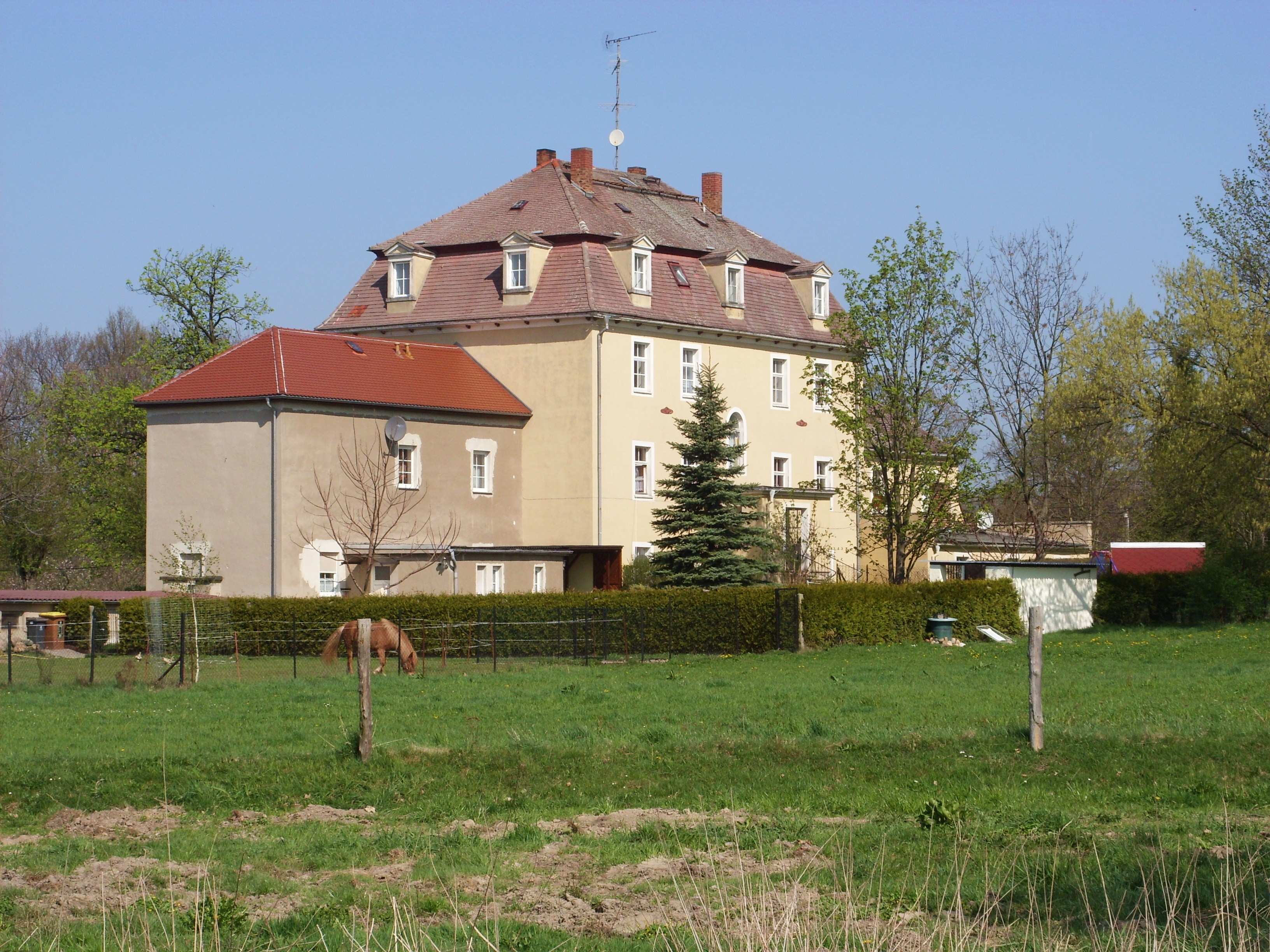
Помещичья усадьба

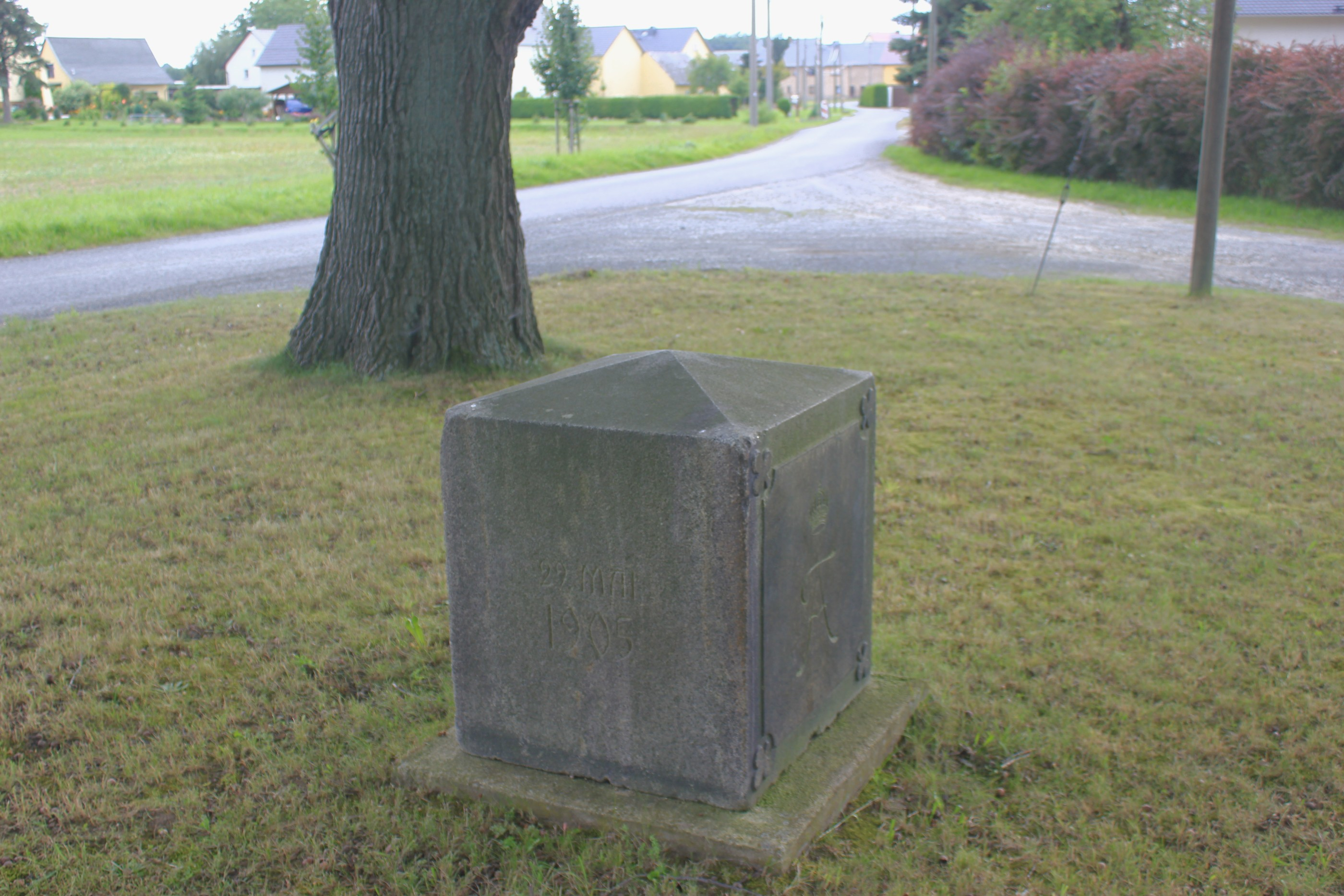
Памятный знак в честь короля Фридриха Августа III

Ла́уске или Лусч (нем. Lauske; в.-луж. Łusčо файле) — деревня в Верхней Лужице, Германия. Входит в состав коммуны Пушвиц района Баутцен в земле Саксония. Подчиняется административному округу Дрезден.

## География
Деревня соединена с дорогой S100 (Баутцен — Каменц) и находится примерно в 12 километрах на северо-запад от Будишина и в 13 километрах на восток от Каменца. Располагается на верхнелужицких сельскохозяйственных угодьях при юго-западной границе лужицкого католического района.
Граничит на севере с деревней Ясеньца (Jaseńca, Jeßnitz), на северо-востоке — с деревнями Нова-Ясеньца (Nowa Jaseńca, Neu-Jeßnitz), на юго-востоке — с деревней Новы-Лусч (Nowy Łusč, Neu-Lauske), на юге — с деревней Нукница коммуны Кроствиц (Nuknica, Nucknitz), на юго-западе — с деревней Правочицы коммуны Кроствиц (Prawoćicy, Prautitz) и на северо-западе — с Хросчицами.
Деревня окружена тремя холмами. Около южной стороны деревни находится холм Вишничка (Wišnička, Kirschberg) высотой 218 метров, на северо-западной стороне — холм Шибеньца (Šibjeńca, Galgenberg) высотой 216 метров и на южной стороне холм Guhraer Windmühlenberges высотой 211 метров.

## История
Впервые упоминается в 1391 году под наименованием Luschitz/ Lauschitz. В XVIII веке деревня была фольварком Голешовского дворянского поместья.
С 1936 года входит в состав современной коммуны Пушвиц.
В настоящее время деревня входит в состав культурно-территориальной автономии «Лужицкая поселенческая область», на территории которой действуют законодательные акты земель Саксонии и Бранденбурга, содействующие сохранению лужицких языков и культуры лужичан.

## Население
Согласно статистическому сочинению «Dodawki k statisticy a etnografiji łužickich Serbow» Арношта Муки в 1884 году проживало 178 человек (из них — 165 серболужичан (93 %)).
Официальным языком в населённом пункте, помимо немецкого, является также верхнелужицкий язык.
По религиозному составу жители деревни являются католиками и лютеранами. В 1925 году в деревне проживало 118 католиков и 45 лютеран.
| 1777 | 1834 | 1871 | 1890 | 1910 | 1925 | 2011 |
| ---- | ---- | ---- | ---- | ---- | ---- | ---- |
| 7    | 118  | 115  | 107  | 142  | 164  | 89   |

## Достопримечательности
- Помещичья усадьба (памятник культуры земли Саксония, № 09304555)[7] ;
- Памятный знак в честь битвы во время наполеоновских войн с надписью «Optima Patris Memoriae Liberorum Pietras 1813». Находится на холме Вишничка;
- Памятный знак в честь саксонского короля Фридриха Августа III.